# 尼奥尔德索
尼奥尔德索（法語：Niort-de-Sault，法語發音：[njɔʁ də so] ⓘ）是法国奥德省的一个市镇，属于利穆区。

## 地理
尼奥尔德索（42°48'9"N, 2°0'12"E）面积22.11 平方千米，位于法国奧克西塔尼大區奥德省，该省份为法国南部沿海省份，北起塔恩省，西北接上加龙省，西接阿列日省，南至东比利牛斯省，东临地中海，东北与埃罗省接壤。
与尼奥尔德索接壤的市镇（或旧市镇、城区）包括：米雅内斯、贝尔凯尔、康帕尼亚德索、卡米拉克、埃斯珀泽勒、马聚比、梅里亚勒、罗克弗伊。

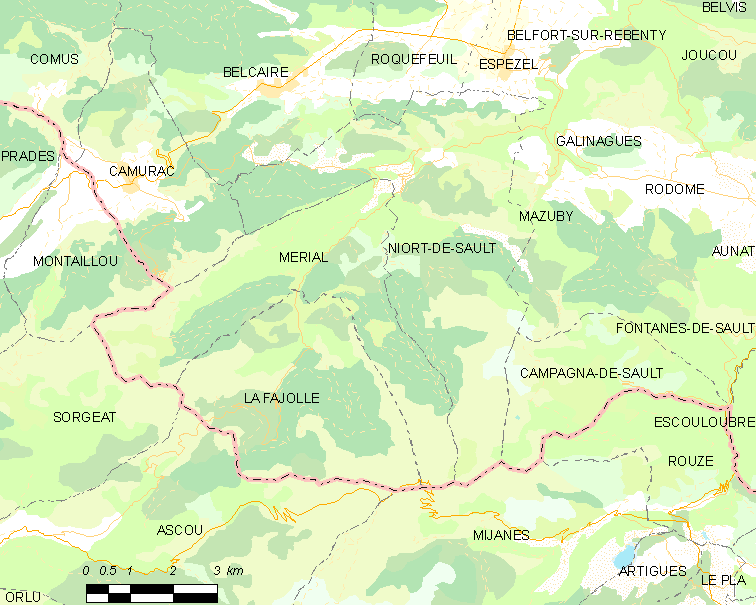
尼奥尔德索的OSM定位图

尼奥尔德索的时区为UTC+01:00、UTC+02:00（夏令时）。

## 行政
尼奥尔德索的邮政编码为11140，INSEE市镇编码为11265。

## 政治
尼奥尔德索所属的省级选区为上奥德河谷县。

## 人口

1962-2008年间尼奥尔德索人口变化图示

尼奥尔德索于2022年1月1日时的人口数量为36人。